# Mxmlc

## Adobe Flex
Adobe Flex é um SDK para aplicações dinâmicas e é proprietaria da Adobe

## Linker
mxmlc é um Compilador que faz parte do pacote Adobe Flex que transforma código fonte ActionScript 3 em objeto executável de extensão SWF e compila e interpreta códigos fontes em flex